# Schlawer Bahnen
| Kursbuchstrecke: | 113x (1934) 113u (1940) |                                                   |                                                   |
| Streckenlänge: | 61,3 km                 |                                                   |                                                   |
| Spurweite: | 1435 mm (Normalspur)    |                                                   |                                                   |
| |                         |                                                   |                                                   |
| Spurweite (bis 1934): | 750 mm (Schmalspur)     |                                                   |                                                   |
| \| \| \| von Danzig–Stolp \| \| \| \| \| von Zollbrück \| \| \| \| 0,0 \| Schlawe Kleinbahnhof \| (Sławno) \| \| \| \| nach Köslin–Stargard in Pommern \| \| \| \| \| Reichsstraße 2 / Droga krajowa 6 (Landesstraße 6) \| \| \| \| 4,2 \| Quatzow \| (Kwasowo) \| \| \| 7,5 \| Kusserow \| (Kosierzewo) \| \| \| \| Straße Karwitz–Wusterwitz \| \| \| \| 9,4 \| Wusterwitz \| (Ostrowiec) \| \| \| 11,2 \| Deutsch Puddiger \| (Podgórki) \| \| \| 13,4 \| Segenthin \| (Żegocino) \| \| \| 15,0 \| Wiesenthal (bis 1934 ca. 500 m weiter) \| (Święcianowo) \| \| \| \| Grabow \| \| \| \| 17,0 \| Soltikow \| (Sulechowo) \| \| \| \| Straße Nemitz – Wusterwitz \| \| \| \| 20,1 \| Leikow \| (Lejkowo) \| \| \| 22,6 \| Borkow \| (Borkowo) \| \| \| 26,1 \| Latzig \| (Laski) \| \| \| \| Straße Alt Zowen–Krangen \| \| \| \| 31,4 \| Hanshagen (bis 1934) \| (Domachowo) \| \| \| 28,9 \| Buckow (früher: Wendisch Buckow) \| (Bukowo) \| \| \| 32,1 \| Schwarzin \| (Świerczyna) \| \| \| \| Straße Köslin–Pollnow–Rummelsburg \| \| \| \| \| \| \| \| \| \| \| von Köslin \| \| \| (0,0) \| Natzlaff \| (Nacław) \| \| \| (3,1) \| Nadebahr \| (Nadbór) \| \| \| \| \| \| \| \| (6,6) 34,9 \| Jatzingen \| (Jacinki) \| \| \| \| Bahnstrecke von Zollbrück \| \| \| \| 40,2 0,0 \| Pollnow Landesbahn \| (Polanów Wąsk.) \| \| \| \| Bahnstrecke nach Bublitz-Gramenz \| \| \| \| \| verpachtet an Köslin–Belgarder Bahnen \| \| \| \| 3,9 \| Vettrin \| (Wietrzno) \| \| \| 6,8 \| Gutzmin Landesbahn \| (Chocimino Wąsk.) \| \| \| \| Straße Gutzmin–Zeblin \| \| \| \| 9,1 \| Sydow \| (Żydowo Pom.) \| \| \| \| Reichsstraße 159 Schlawe–Pollnow–Bublitz \| \| \| \| 12,3 \| Kaminsee \| (Jezioro Kamienne) \| \| \| 13,6 \| Breitenberg \| (Gołogóra) \| |                         |                                                   |                                                   |
| Strecke |                         | von Danzig–Stolp                                  | von Danzig–Stolp                                  |
| Abzweig geradeaus und ehemals von links |                         | von Zollbrück                                     | von Zollbrück                                     |
| Bahnhof | 0,0                     | Schlawe Kleinbahnhof                              | (Sławno)                                          |
| Abzweig ehemals geradeaus und nach rechts |                         | nach Köslin–Stargard in Pommern                   | nach Köslin–Stargard in Pommern                   |
| Bahnübergang (Strecke außer Betrieb) |                         | Reichsstraße 2 / Droga krajowa 6 (Landesstraße 6) | Reichsstraße 2 / Droga krajowa 6 (Landesstraße 6) |
| Haltepunkt / Haltestelle (Strecke außer Betrieb) | 4,2                     | Quatzow                                           | (Kwasowo)                                         |
| Haltepunkt / Haltestelle (Strecke außer Betrieb) | 7,5                     | Kusserow                                          | (Kosierzewo)                                      |
| Bahnübergang (Strecke außer Betrieb) |                         | Straße Karwitz–Wusterwitz                         | Straße Karwitz–Wusterwitz                         |
| Bahnhof (Strecke außer Betrieb) | 9,4                     | Wusterwitz                                        | (Ostrowiec)                                       |
| Haltepunkt / Haltestelle (Strecke außer Betrieb) | 11,2                    | Deutsch Puddiger                                  | (Podgórki)                                        |
| Bahnhof (Strecke außer Betrieb) | 13,4                    | Segenthin                                         | (Żegocino)                                        |
| Haltepunkt / Haltestelle (Strecke außer Betrieb) | 15,0                    | Wiesenthal (bis 1934 ca. 500 m weiter)            | (Święcianowo)                                     |
| Brücke über Wasserlauf (Strecke außer Betrieb) |                         | Grabow                                            | Grabow                                            |
| Bahnhof (Strecke außer Betrieb) | 17,0                    | Soltikow                                          | (Sulechowo)                                       |
| Bahnübergang (Strecke außer Betrieb) |                         | Straße Nemitz – Wusterwitz                        | Straße Nemitz – Wusterwitz                        |
| Haltepunkt / Haltestelle (Strecke außer Betrieb) | 20,1                    | Leikow                                            | (Lejkowo)                                         |
| Haltepunkt / Haltestelle (Strecke außer Betrieb) | 22,6                    | Borkow                                            | (Borkowo)                                         |
| Bahnhof (Strecke außer Betrieb) | 26,1                    | Latzig                                            | (Laski)                                           |
| Bahnübergang (Strecke außer Betrieb) |                         | Straße Alt Zowen–Krangen                          | Straße Alt Zowen–Krangen                          |
| Haltepunkt / Haltestelle (Strecke außer Betrieb) | 31,4                    | Hanshagen (bis 1934)                              | (Domachowo)                                       |
| Bahnhof (Strecke außer Betrieb) | 28,9                    | Buckow (früher: Wendisch Buckow)                  | (Bukowo)                                          |
| Bahnhof (Strecke außer Betrieb) | 32,1                    | Schwarzin                                         | (Świerczyna)                                      |
| Bahnübergang (Strecke außer Betrieb) |                         | Straße Köslin–Pollnow–Rummelsburg                 | Straße Köslin–Pollnow–Rummelsburg                 |
| Verschwenkung von rechts (Strecke außer Betrieb) |                         |                                                   |                                                   |
| Strecke von rechts (außer Betrieb) · Strecke (außer Betrieb) |                         |                                                   | von Köslin                                        |
| Bahnhof (Strecke außer Betrieb) · Strecke (außer Betrieb) | (0,0)                   | Natzlaff                                          | (Nacław)                                          |
| Haltepunkt / Haltestelle (Strecke außer Betrieb) · Strecke (außer Betrieb) | (3,1)                   | Nadebahr                                          | (Nadbór)                                          |
| Verschwenkung nach links (Strecke außer Betrieb) · Verschwenkung nach rechts (Strecke außer Betrieb) |                         |                                                   |                                                   |
| Haltepunkt / Haltestelle (Strecke außer Betrieb) | (6,6) 34,9              | Jatzingen                                         | (Jacinki)                                         |
| Abzweig geradeaus und von links (Strecke außer Betrieb) |                         | Bahnstrecke von Zollbrück                         | Bahnstrecke von Zollbrück                         |
| Bahnhof (Strecke außer Betrieb) | 40,2 0,0                | Pollnow Landesbahn                                | (Polanów Wąsk.)                                   |
| Abzweig geradeaus und nach rechts (Strecke außer Betrieb) |                         | Bahnstrecke nach Bublitz-Gramenz                  | Bahnstrecke nach Bublitz-Gramenz                  |
| Strecke (außer Betrieb) |                         | verpachtet an Köslin–Belgarder Bahnen             | verpachtet an Köslin–Belgarder Bahnen             |
| Haltepunkt / Haltestelle (Strecke außer Betrieb) | 3,9                     | Vettrin                                           | (Wietrzno)                                        |
| Haltepunkt / Haltestelle (Strecke außer Betrieb) | 6,8                     | Gutzmin Landesbahn                                | (Chocimino Wąsk.)                                 |
| Bahnübergang (Strecke außer Betrieb) |                         | Straße Gutzmin–Zeblin                             | Straße Gutzmin–Zeblin                             |
| Bahnhof (Strecke außer Betrieb) | 9,1                     | Sydow                                             | (Żydowo Pom.)                                     |
| Bahnübergang (Strecke außer Betrieb) |                         | Reichsstraße 159 Schlawe–Pollnow–Bublitz          | Reichsstraße 159 Schlawe–Pollnow–Bublitz          |
| Dienststation / Betriebs- oder Güterbahnhof (Strecke außer Betrieb) | 12,3                    | Kaminsee                                          | (Jezioro Kamienne)                                |
| Betriebs-/Güterbahnhof Streckenende (Strecke außer Betrieb) | 13,6                    | Breitenberg                                       | (Gołogóra)                                        |

Die Schlawer Bahnen waren seit 1940 ein Teil der Pommerschen Landesbahnen; sie erschlossen den Südteil des hinterpommerschen Landkreises Schlawe.

## Geschichte
Die Kreisstadt Schlawe war bereits in den 1870er-Jahren ein Knotenpunkt von Eisenbahnen geworden, die aber nur die Nordhälfte des Kreises durchzogen.
Um auch den Südteil um die Stadt Pollnow an das Schienennetz anzubinden, begann der Kreis selbst eine eigene Bahnunternehmung, die „Kreis-Eisenbahn Schlawe–Pollnow–Sydow“, einzurichten. Diese nahm am 21. Dezember 1897 von Schlawe aus eine Schmalspurbahn in der Spurweite von 750 mm über Jatzingen nach Pollnow in Betrieb und führte sie am 29. Mai 1898 weiter nach Süden über Sydow nach Breitenberg; ab Sydow blieb sie auf 4,5 Kilometern nur dem Güterverkehr vorbehalten.
Schließlich kam am 1. November 1898 noch ein Abzweig von Jatzingen nach Natzlaff (sieben Kilometer) hinzu, den die AG Kleinbahn Köslin–Natzlaff pachtete und in Richtung Köslin fortsetzte. Durch diverse Umbaumaßnahmen in Pollnow (ein Ast bis zum Staatsbahnhof im Jahre 1910) war das gesamte kreiseigene Schienennetz nun 65 Kilometer lang. Als Bauunternehmen für beide Kleinbahngesellschaften war die Lokomotivfabrik Krauss aus München tätig.
Die Stammstrecke Schlawe–Pollnow wurde 1934 auf Normalspur umgebaut und zwischen Schlawe und Kusserow (8 km) völlig neu trassiert; das führte zu einer Verkürzung der Strecke um fast drei Kilometer und zur Aufgabe der Stationen Marienthal und Ujatzthal. Die Normalspurbahn wurde am 21. Dezember 1934 in Betrieb genommen. Weil die Köslin–Bublitz, Belgarder Kleinbahn AG, wie sich die Nachbarbahn nun nannte, beim Schmalspurbetrieb blieb, wurde der Abschnitt Jatzingen–Pollnow für die von Köslin kommenden Züge dreischienig angelegt; außerdem verpachtete man an sie die nicht umgespurte Strecke Pollnow–Sydow. Der letzte Abschnitt Sydow–Breitenberg wurde bis 1926 stillgelegt und bis 1934 abgebaut.
Den Betrieb führte die Kreisbahn lange Zeit selbst. Ihr oberster Betriebsleiter war ab 1920 auch für den Betrieb der Stolpethalbahn und der Stolper Kreisbahn verantwortlich. Erst 1937 schloss sich die Schlawer Kreisbahn – inzwischen in der Rechtsform einer GmbH – an die Landesbahndirektion Pommern an. Mit Wirkung vom 1. Januar 1940 verlor sie ihre Selbständigkeit und wurde Teil der Pommerschen Landesbahnen.
Die Statistik für 1939 weist eine Streckenlänge von 61,5 Kilometern aus: eine 40,3 km lange Regelspurstrecke Schlawe–Pollnow und eine 21,2 km lange Schmalspurstrecke Natzlaff–Pollnow–Sydow. An Fahrzeugen standen zur Verfügung: zwei Dampflokomotiven, zwei Triebwagen, drei Personen-, drei Pack- und 33 Güterwagen.